# Warpath (Live and Life on the Road)
Warpath (Live and Life on the Road) – drugi album koncertowy węgierskiej grupy muzycznej Ektomorf.

## Lista utworów
DVD
1. Aggressor
2. Move On
3. Ambush In The Night
4. Holocaust
5. Black Flag
6. Evil By Nature
7. United Nations
8. Leech
9. Fuck You All
10. I Know Them
11. Outcast

CD
1. Aggressor
2. Move On
3. Ambush In The Night
4. Holocaust
5. Black Flag
6. Evil By Nature
7. United Nations
8. Leech
9. Fuck You All
10. I Know Them
11. Outcast